# Artificii

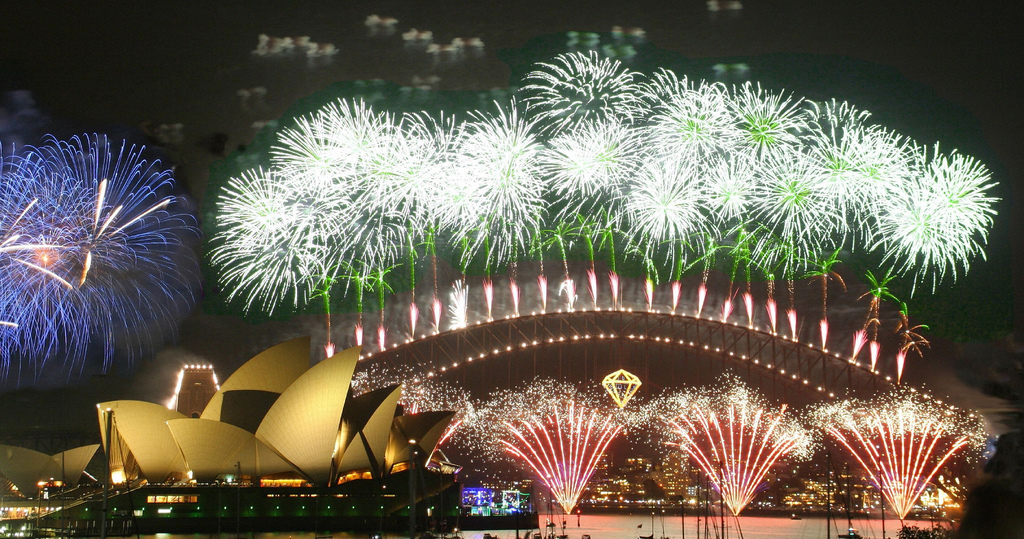
Focuri de artificii la Sydney

Artificiile sunt substanțe chimice capabile să genereze reacții de explozie; acestea sunt lansate de pe pământ în aer și sunt însoțite de fenomene luminoase și sonore. În mod normal, artificiile produc patru ,,efecte" primare: 
- lumină
- zgomot
- fum
- material solid în combustie ce cade lent (exemplu: fâșii de carton, confeti etc.)

În general, artificiile sunt folosite pentru evenimente și sărbători, mai ales pentru efectul vizual/sonor ce este adesea amplificat de ambient. 
Materialul pirotehnic din care sunt realizate artificiile este considerat exploziv, drept urmare transportul și folosirea sunt reglementate de legea din România și se supun unor norme severe de siguranță.

## Imagini

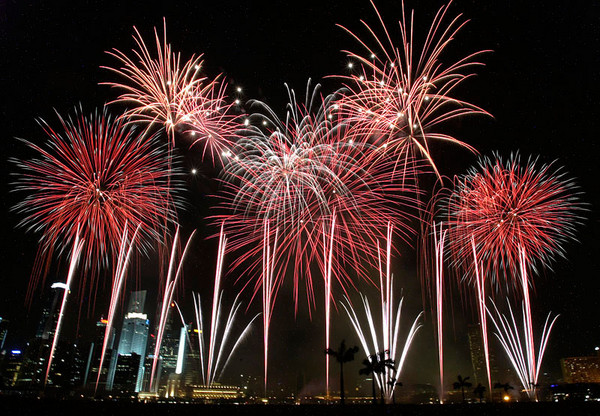
Festivalul Artificiilor din Singapore, 8 august 2006
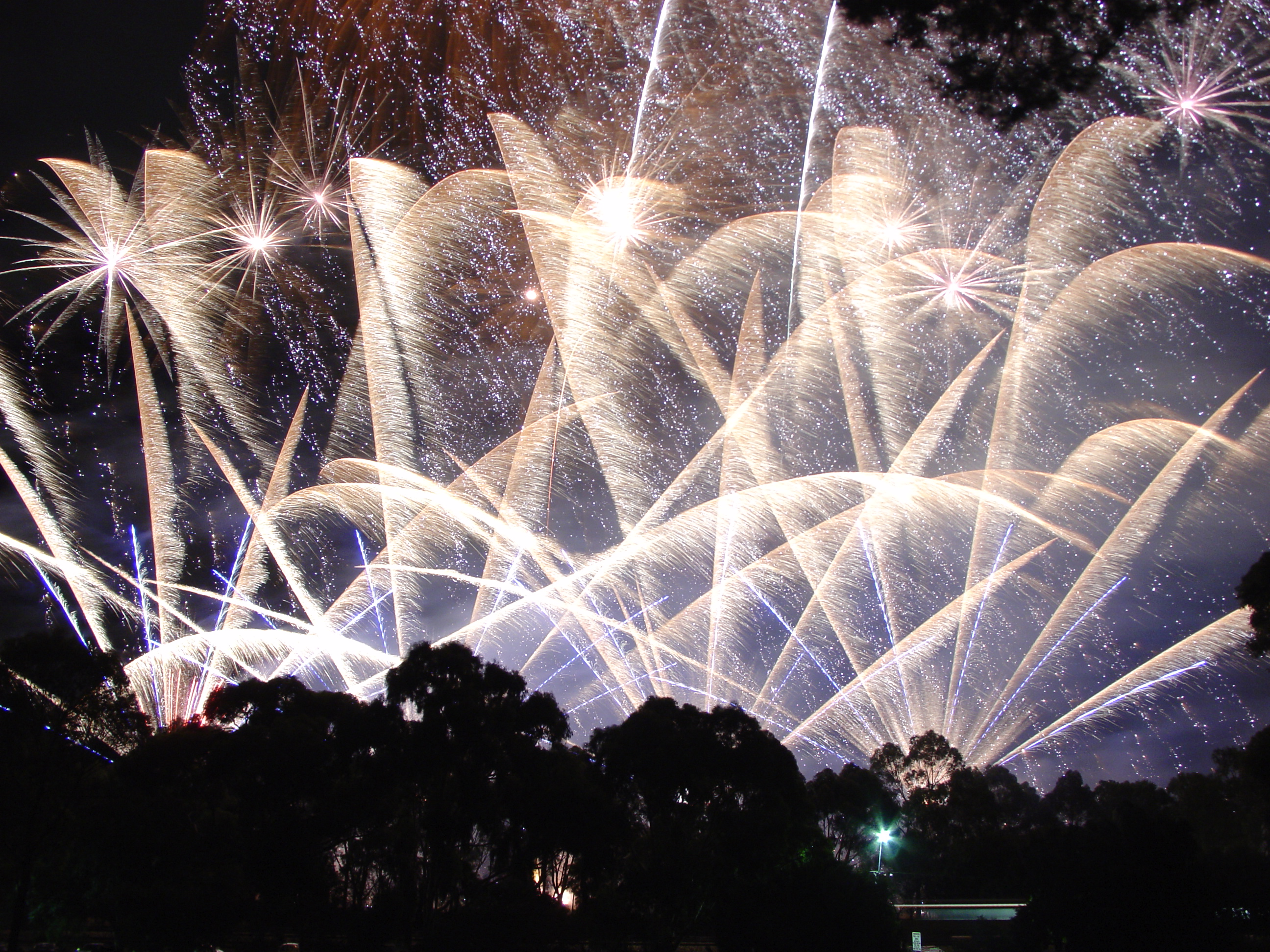
Focuri de artificii în Australia
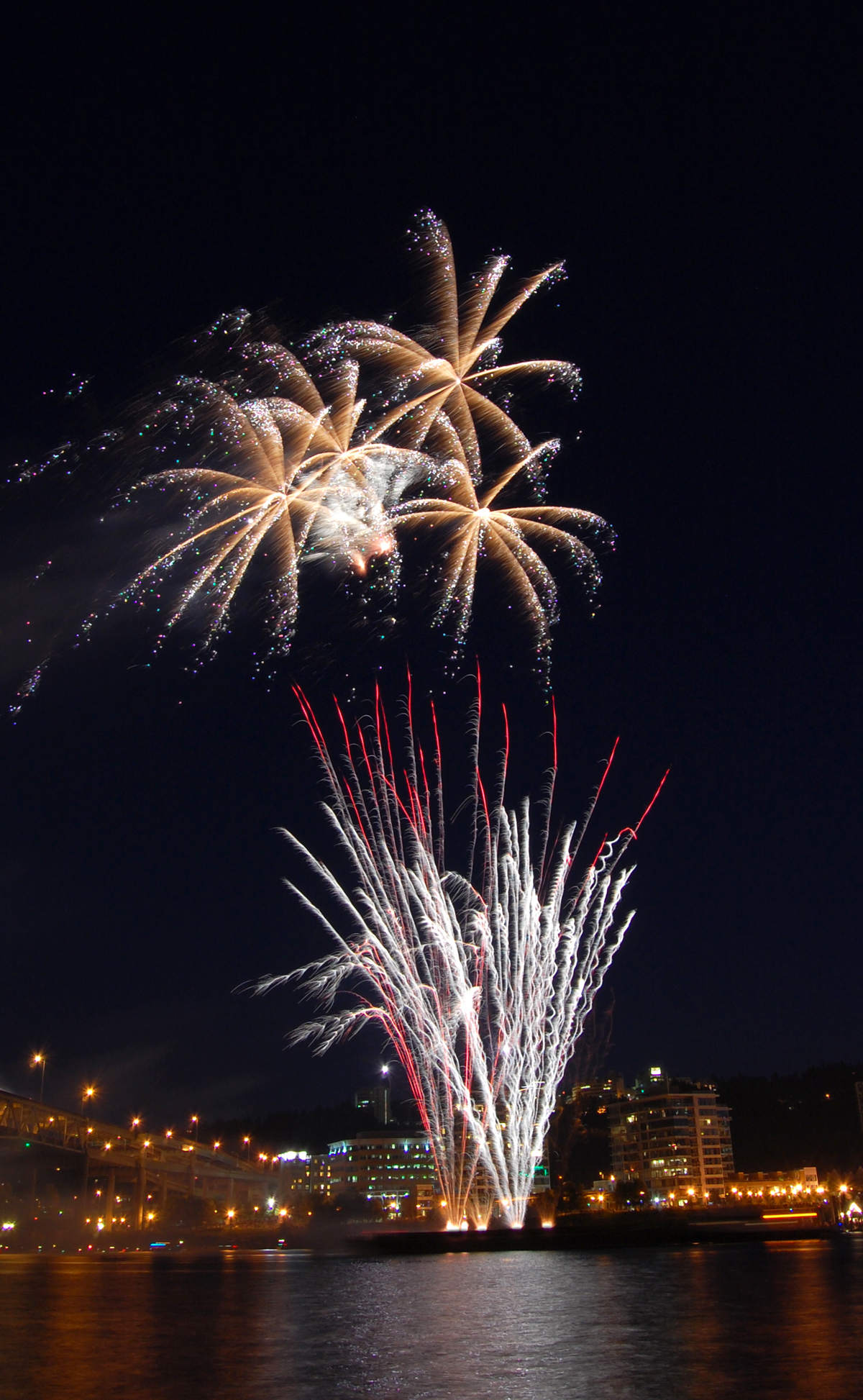
Focuri de artificii în Portland
- Focuri de artificii - video